# XLS
XLS – rozszerzenie (i zarazem potoczne określenie formatu) pliku tworzonego przez arkusz kalkulacyjny Microsoft Excel.
Rozszerzenie to obejmowało początkowo wyłącznie pliki w binarnym formacie Excela (MS-XLS).
Nowsze wersje Excela otwierają także pliki z rozszerzeniem XLS zapisane w opartym o XML formacie XML Spreadsheet. Cecha ta jest powszechnie wykorzystywana przez oprogramowanie oferujące funkcje eksportu danych do formatu XLS (np. MySQL Query Browser). Przykładowy arkusz kalkulacyjny w formacie XML Spreadsheet, który może być zapisany pod nazwą Book1.xls lub Book1.xml:
(Uwaga! Plik należy zapisać w UTF-8 w przeciwnym wypadku nie będzie prawidłowo rozpoznawany)
```
<?xml version="1.0"?>

<Workbook
 
xmlns=
"urn:schemas-microsoft-com:office:spreadsheet"

 
xmlns:o=
"urn:schemas-microsoft-com:office:office"

 
xmlns:x=
"urn:schemas-microsoft-com:office:excel"

 
xmlns:ss=
"urn:schemas-microsoft-com:office:spreadsheet"

 
xmlns:html=
"http://www.w3.org/TR/REC-html40"
>

 
<Worksheet
 
ss:Name=
"Sheet1"
>

  
<Table
 
ss:ExpandedColumnCount=
"2"
 
ss:ExpandedRowCount=
"2"
 
x:FullColumns=
"1"

   
x:FullRows=
"1"
>

   
<Row>

    
<Cell><Data
 
ss:Type=
"String"
>
nazwa
</Data></Cell>

    
<Cell><Data
 
ss:Type=
"String"
>
wartość
</Data></Cell>

   
</Row>

   
<Row>

    
<Cell><Data
 
ss:Type=
"String"
>
Test
</Data></Cell>

    
<Cell><Data
 
ss:Type=
"Number"
>
123
</Data></Cell>

   
</Row>

  
</Table>

 
</Worksheet>

</Workbook>

```

W wersji Microsoft Excel 2007 formatem rodzimym arkuszy jest Office Open XML, zapisywany w plikach o rozszerzeniu XLSX. Starsze wersje pakietu MS Office obsługują ten format po zainstalowaniu poprawki która była dostępna na stronie firmy Microsoft. 